# Zes Capriccio's
Zes capriccio's voor viool solo is een compositie van de Italiaan Salvatore Sciarrino. Het is gecomponeerd in 1976.
Sciarrino is een componist die nieuwe geluiden ontlokt aan traditionele instrumenten en deze vervat in traditionele composities. Daarnaast is Sciarrino een componist die veelvuldig gebruikmaakt van dynamische verschillen.

## Compositie

### Dynamiek
De dynamiek wisselt bij deze componist niet tussen de extremen, maar tussen stilte (of wat daar voor door moet gaan) en piano. Slechts een enkele maal overstijgt de felheid deze begrippen en zou van forte sprake kunnen zijn. Daartegenover staan dan de noten die wel klinken, maar als een soort fluistering. In dit geval worden de snaren wel aangestreken, maar de klank is geheel gedempt.

### Traditioneel instrument
De zes capriccio's zijn gecomponeerd voor de viool, een instrument dat een eeuwenlange traditie kent in verdere uitbouw van de klank tot haar huidige volle klank. Sciarrino maakt daar in het geheel geen gebruik van. De violist(e) moet het gehele stuk fluisteren met zijn instrument waarbij net als bij de menselijk stem de toon doorschiet naar een hoger register. Het is geen flageolet, want dat is een bedoeld effect, dat de toon toch haar volle klank blijft geven. Hier wordt de toon zweverig en tegelijkertijd hel. Het gefluister wordt soms onderbroken door een ruwe streek over de snaar of snaren waarbij een krassend geluid ontstaat.

### Traditioneel genre
Het genre capriccio is ook al niet gespeend van traditie. Het genre komt al in de barokmuziek voor en is steeds uitgebreid. Waren de eersten voor toetsinstrumenten geschreven, later werden er stukken geschreven voor viool. Voor viool zijn de capriccio's van Niccolò Paganini het bekendst, waarbij een combinatie van techniek en mooie klank voorop stond. De capriccio's van Sciarrino werden dan ook historisch gezien vergeleken met die van Paganini, zonder dat de componist ernaar verwees. Maar ook hij schreef een combinatie van techniek en mooie klank, maar dan in/voor de oren van de 20e eeuw.

## Delen
Het stuk bestaat uit zes naamloze delen. Qua klank zijn de verschillen niet zo groot, alhoewel er een groot verschil zit tussen de derde en vierde capriccio. Het derde is het meest klassiek in opzet. Je hoort hier in gedachten de eindeloze warmklinkende akkoordenreeksen, die je ook terug hoort in de barokmuziek van bijvoorbeeld Johann Sebastian Bach. Het verschil zit hem in de klankvorming. Sommige noten worden gespeeld zonder dat de snaar tot volle trilling worden gebracht, andere zitten in het eerder genoemde fluistersegment. Deel vier staat daar recht tegenover. Het zijn ijzingwekkende notenreeksen.

Tot slot is er het opvallende deel zes. Het is het enige deel waar de viool hoorbaar pizzicato wordt gespeeld. In aanvulling daarop wordt er ook getapt op de snaren door de linkerhand. De viool krijgt daarbij een klank als van een tokkelinstrument.
Het gehele stuk wordt afgesloten met een tonaal klinkend akkoord, dat weliswaar afwijkt van de voorgaande 25 minuten, maar als een logisch eind klinkt.
Het werk mag zich verheugen in een behoorlijke belangstelling. Tal van violisten, onder wie bijvoorbeeld Irvine Arditti, hebben het op hun repertoire staan.

## Discografie
- Uitgave Coviello: Barbara Lüneburg, viool
- Uitgave Warner: Gianluigi Gelmetti, viool
- Uitgave Æon: Irvine Arditti, viool